# Herbert Meyer (Synchronsprecher)
Herbert Meyer (* 10. Oktober 1908 in Pößneck; † 24. November 1995 in Augsburg) war ein deutscher Synchronsprecher und Puppenspieler. Bekannt wurde Meyer als Sprecher vieler Figuren der Augsburger Puppenkiste.

## Karriere
Meyer sprach ab Mitte der 1960er Jahre bedeutende Figuren für die Augsburger Puppenkiste, wie das Kamel oder den Kalle Wirsch. Bis zu seinem Tode galt er als einer der Stammsprecher der Augsburger Puppenkiste.

## Filmografie (Auswahl)
Synchronisationen
- 1964: Kater Mikesch (Ziegenbock Bobesch; ebenfalls in der Neuverfilmung von 1985)
- 1965: Der Löwe ist los! (Kamel)
- 1966: Kommt ein Löwe geflogen (Kamel)
- 1967: Gut gebrüllt, Löwe (Kamel)
- 1969: Urmel aus dem Eis (Wutz)
- 1970: Kleiner König Kalle Wirsch (Kalle Wirsch)
- 1971: Die kleine Hexe (Der  Rabe Abraxas)
- 1971: 3:0 für die Bärte (Hexenmeister, Biber Robert, Storch)
- 1972: Wir Schildbürger (u. a. Baumeister Mörtel)
- 1974: Urmel spielt im Schloss (Wutz)
- 1976: Jim Knopf und Lukas der Lokomotivführer (Scheinriese Tur Tur)
- 1976: Geschichten aus Holleschitz (Ziegenbock Bobesch)
- 1977: Jim Knopf und die wilde 13 (Scheinriese Tur Tur)
- 1980: Am Samstag kam das Sams zurück (Kellner)
- 1980: Die Opodeldoks (Opozähldok)
- 1981: So Hi und das weiße Pferd (Yappa, der Hund)
- 1982: Katze mit Hut (Stolpervogel)
- 1982: Wolkenreiter  und Sohn (Wenzel Dobosch)
- 1983: Neues von Katze mit Hut (Stolpervogel)
- 1984: Das Tanzbärenmärchen (Korax)
- 1985: Abdallah und sein Esel (Esel)
- 1985: Die vergessene Tür (Hirschkäfer)
- 1986: Schlupp vom grünen Stern (Ritschwumm)
- 1988: Schlupp – Neue Abenteuer auf Terra (Ritschwumm)
- 1989: Miriams Reise auf dem Mondstrahl (Ottokar, der Weberknecht)
- 1990: Der Prinz von Pumpelonien (James)
- 1993: Das Burggespenst Lülü (Burg-Uhu Herr Grandük)
- 1994: Der Raub der Mitternachtssonne (Thorin, der Bartlose)